# Олави Ојанпере
Олави Ојанпере (фин. Arvo Kalle Olavi Ojanperä; Састамала (27. октобар 1921 — Хелсинки, 8. мај 2016) био је фински кануиста који се такмичио за репрезентацију Финске током 50-их година прошлог века.  Два пута учествовао на Летњим олимпијским играма, бронзани медаља са Олимпијских игара у Хелсинкију,  победник многих регата националног и међународног значаја.

## Биграфија
Олави Ојанпере је рођен у селу Тирвиа регија Састамала у породици фармера. У детињству је волео скијање и бејзбол, али је на крају изабрао веслање на кајаку и кануу. Године 1947. дипломирао је на Пољопривредном факултету, Хелсиншког универзитета.
Први велики успех на вишем међународном нивоу остварио је  у сезони 1952, када је позван у финску репрезентацију и кроз низ успешних наступа добило право учешћа на Олимпијске игре у Хелсинкију. Такмичио се у дисциплини кануа једноклека Ц-1 на 1.000 метара. У квалификацијама је био други у својој групи, а затим у финалу је зазуео треће место и освојио бронзану медаљу Бољи од њега су били Чехослова Јосеф Холечек и Мађар Јанош Парти.
Као освајач бронзане медаље, учврстио је место у репрезентацији и наставио да учествују у великим међународним регатама. На Светсском првенству у кајаку и кануу на мирним водама 1954. у Макону. Такмичио се у две дисциплине кану једниклек Ц-1 на 1.000 м и Ц-1 на 10.000 м У првој је заузео 9. а другој 8. место.
Године 1960. прошао је избор за Олимпијске игре у Риму, где се поново такмичио у истој дисциплини, као и 1952. У квалификацијама је био 4 у првој групи па је морао у репасаж за пласман у полуфинале, који је успешно прошао.  У полуфиналу је подбацио, прва тројица из група су се пласирала, а он је заузео четврто место у првој групи.
Убрзо након завршетка ових такмичења, одлучио је да заврши каријеру. Касније је радио као тренер кајака и кануа, био функционер у неколико спортских организација.